# Finding Carter
Finding Carter ou À la recherche de Carter au Québec, est une série télévisée américaine dramatique en 36 épisodes de 42 minutes créée par Emily Silver et diffusée entre le 8 juillet 2014 et le 15 décembre 2015 sur MTV et au Canada sur MTV, le pilote ayant été diffusé sur le réseau CTV.
En France, la diffusion de la série sur MTV a commencé le 13 juillet 2015.

## Synopsis
La série suit Carter, une fille qui a une vie parfaite avec sa mère célibataire Lori. Après qu'une farce ait conduit Carter en prison, il est révélé que Lori a enlevé Carter. Maintenant, Carter retourne dans sa famille d'origine et elle doit naviguer dans sa nouvelle vie tout en jurant initialement de retrouver Lori. Cependant, la mère de Carter, Elizabeth, est déterminée à retrouver Lori et à punir la femme responsable de l'enlèvement de son enfant treize ans plus tôt. Pendant ce temps, le père de Carter, David, écrit secrètement la suite de son livre à succès sur la disparition initiale de Carter. En plus d'être réunie avec ses parents, elle rencontre sa belle sœur jumelle à deux chaussures, Taylor, et son frère, Grant.

## Fiche technique
- Titre original : Finding Carter
- Création : Emily Silver
- Production exécutive : Terri Minsky, Deborah Spera, Maria Grasso et Alexander A. Motlagh
- Sociétés de production : Music Television
- Sociétés de distribution (télévision) : Music Television (États-Unis)
- Pays d'origine :  États-Unis
- Langue originale : anglais
- Genre : drame
- Durée : 42 minutes
- Doublage VF : Nice Fellow

## Distribution

### Acteurs principaux
- Kathryn Prescott (VFB : Ludivine Deworst) : Carter Stevens puis Wilson (saison 2) (née Lyndon Wilson)
- Cynthia Watros (VFB : Colette Sodoyez) : Elizabeth Wilson
- Alexis Denisof (VFB : Franck Dacquin) : David Wilson
- Anna Jacoby-Heron (VFB : Marie du Bled) : Taylor Wilson
- Zac Pullam (de) : Grant Wilson

### Acteurs récurrents
- Milena Govich (VFB : Marcha Van Boven) : Lori Stevens
- Alex Saxon (VFB : Grégory Praet) : Max
- Vanessa Morgan : Beatrix « Bird » Castro
- Jesse Henderson (VFB : Maxime Donnay) : Gabe Medeiros
- Jesse Carere (en) : Ofe
- Caleb Ruminer (tr) (VFB : Christophe Hespel) : Cameron « Crash » Mason
- Eddie Matos (en) : Kyle Medeiros
- Meredith Baxter : Grand-mère Joan, "Gammy"
- Robert Pine : Grand-père Buddy
- Mason Dye : Damon
- Erin Chambers (VFB : Sandrine Henry)[2] : Hillary
- Ben Winchell (VFB : Antoni Lo Presti) : Benjamin « Ben » Wallace
- Stephen Guarino (en) : Toby
- Andi Osho : Susan Sherman
- Maria Howell : Delilah Castro
- Elizabeth Bond : Karen, la mère de Max
- Molly Kunz : Madison
- Kristofer Holst : Seth
- Stephanie Drapeau : Karen, la mère de Max
- Scott Reeves : Bill, le père de Max
- Christopher Titus : Detective Dougherty

- Version française
  - Studio de doublage : Nice Fellow (saison 1) puis Lylo (saison 2) 
  - Direction artistique : Rosalia Cuevas
  - Adaptation : Matthias Delobel, Jennifer Lew Kwok Chuen

## Production

### Développement
Le 12 septembre 2013, MTV commande un pilote,.
Le 30 janvier 2014, MTV commande une première saison de douze épisodes,.
Le 19 août 2014, MTV renouvelle la série pour une deuxième saison de douze épisodes. Puis le 18 mai 2015, la chaîne commande douze épisodes supplémentaires portant la saison à 24 épisodes.
Le 29 janvier 2016, la série est annulée, faute d'audience.

### Casting
En octobre 2013, MTV annonce le casting avec Cynthia Watros dans le rôle d'Elizabeth Wilson, Kathryn Prescott dans le rôle de Carter Stevens, Anna Jacoby-Heron dans le rôle de Taylor Wilson, Zac Pullam dans le rôle de Grant Wilson et Nolan Sotillo dans le rôle de Gabe.
Puis en début novembre, MTV annonce Alexis Denisof dans le rôle de David Wilson et Milena Govich dans le rôle de Lori Stevens.
En avril 2014, MTV annonce que Nolan Sotillo sera remplacé par Jesse Henderson dans le rôle de Gabe.

## Épisodes

### Première saison (2014)
1. Nouvelle vie (Pilot)
2. Les oiseaux (The Birds)
3. Sang froid (Drive)
4. Insaisissables (Now You See Me)
5. Les Flingueuses (The Heat)
6. Le Fugitif (The Fugitive)
7. Balance Maman hors du train (Throw Momma From the Train)
8. Les Fumistes (Half Baked)
9. La pizzeria en révolte (Do the Right Thing)
10. Une histoire d'amour (Love Story)
11. Le Privé (The Long Goodbye)
12. Photo obsession (One Hour Photo)

### Deuxième saison (2015)
Cette saison de 24 épisodes est diffusée depuis le 31 mars 2015.
1. Secret de famille (Love the Way You Lie)
2. Confession intime (Shut Up and Drive)
3. Rupture (We Are Never Ever Getting Back Together)
4. Enfants parents (Pretty When You Cry)
5. Examen de conscience (Wake Up Call)
6. Effets secondaires (Stay With Me)
7. Sur le fil du rasoir (Something to Talk About)
8. Retour aux sources (Riptide)
9. Irréversible (I Knew You Were Trouble)
10. Rumeurs insidieuses (Rumour Has It)
11. Démolition (Wrecking Ball)
12. Le procès (I'm Not the Only One)
13. Le fils naturel (Native Son)
14. L'heure des choix (Anywhere But Here)
15. Amitiés fragiles (Rabbit, Run)
16. La rave party (The Sound and the Fury)
17. Qui sème le vent... (The Consequences of Longing)
18. Les trois sœurs (She's Come Undone)
19. Retiens-moi (Never Let Me Go)
20. La solitude des cœurs (The Heart is a Lonely Hunter)
21. La mort du cœur (The Death of the Heart)
22. Mises au point (The Corrections)
23. Une pluie de mensonges (The Sheltering Sky)
24. Rédemption (Atonement)

## Accueil

### Audiences

#### Aux États-Unis
Le 8 juillet 2014, MTV diffuse l’épisode pilote de Finding Carter, qui effectue un bon démarrage en réunissant 1,69 million de téléspectateurs  qui reste à ce jour la meilleure audience de la série. Le second épisode diffusé à la suite du pilote a maintenu une audience satisfaisante avec 1,44 million de téléspectateurs.
Au fil des semaines, les audiences se stabilisent autour du million de téléspectateurs pour réunir en moyenne lors de cette première saison, 1,14 million de téléspectateurs.